# Hua Hin (distrito)

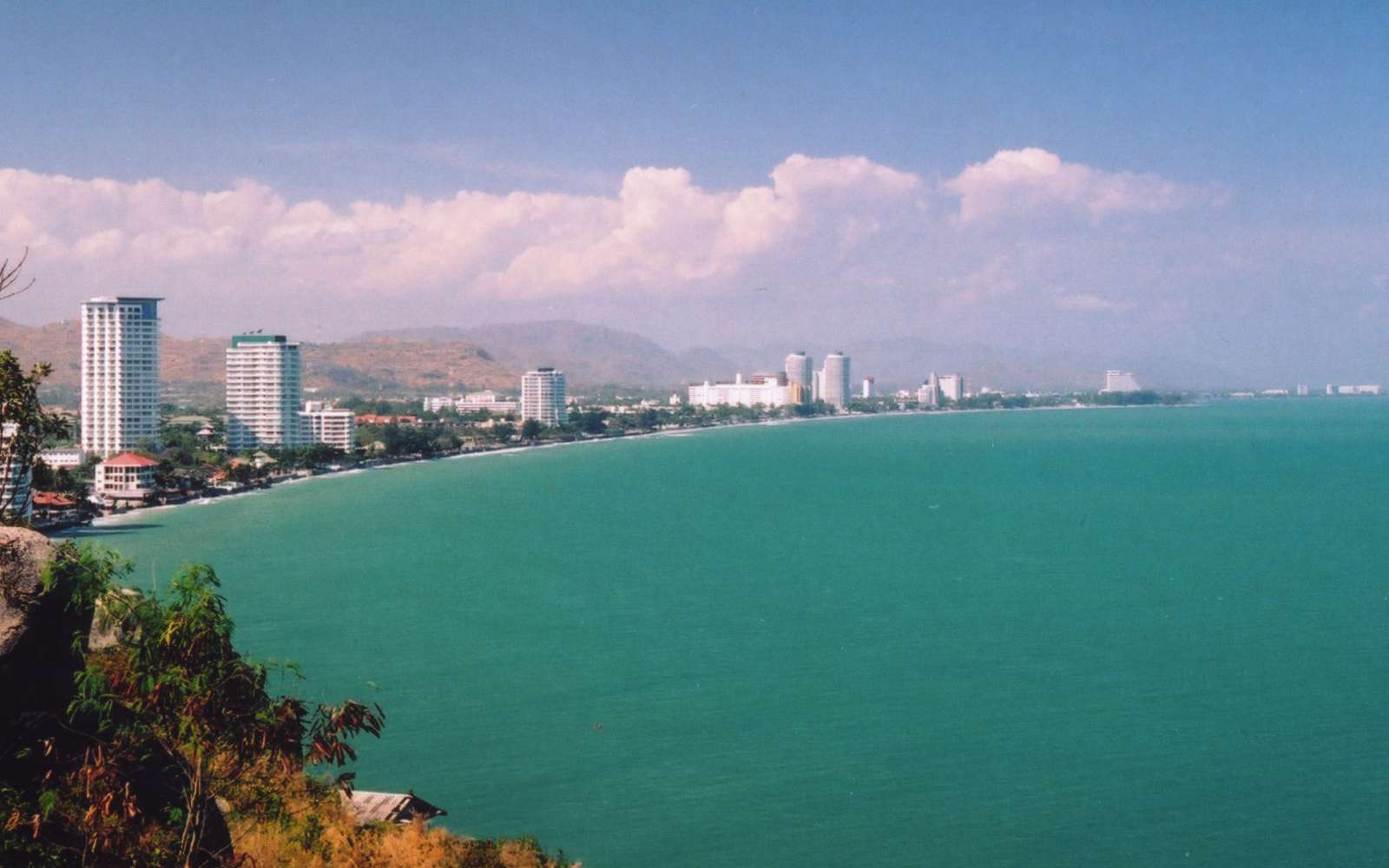
Orla marítima de Hua Hin com seus hotéis.

Hua Hin (tailandês: หัวหิน, IPA: [hǔə hǐn]) é um dos oito distritos ("amphoe") da província de Prachuap Khiri Khan, na parte norte da Península Malaia, na Tailândia. 
Sua sede do governo, também chamada Hua Hin, é uma cidade turística de praia. A população do distrito foi estimada em 65.983 em dezembro de 2019 pelo Bureau of Registration Administration
 
em uma área de 911 km2 (352 sq mi). Por estrada, são 199 km (124 milhas) ao sul-sudoeste de Bangkok.
O distrito de Hua Hin está no meio do que o governo tailandês está promovendo como a "Riviera Tailandesa", o trecho da costa entre Phetchaburi, no norte, e Chumphon, no sul.